# Estadi 5 estrelles de la UEFA

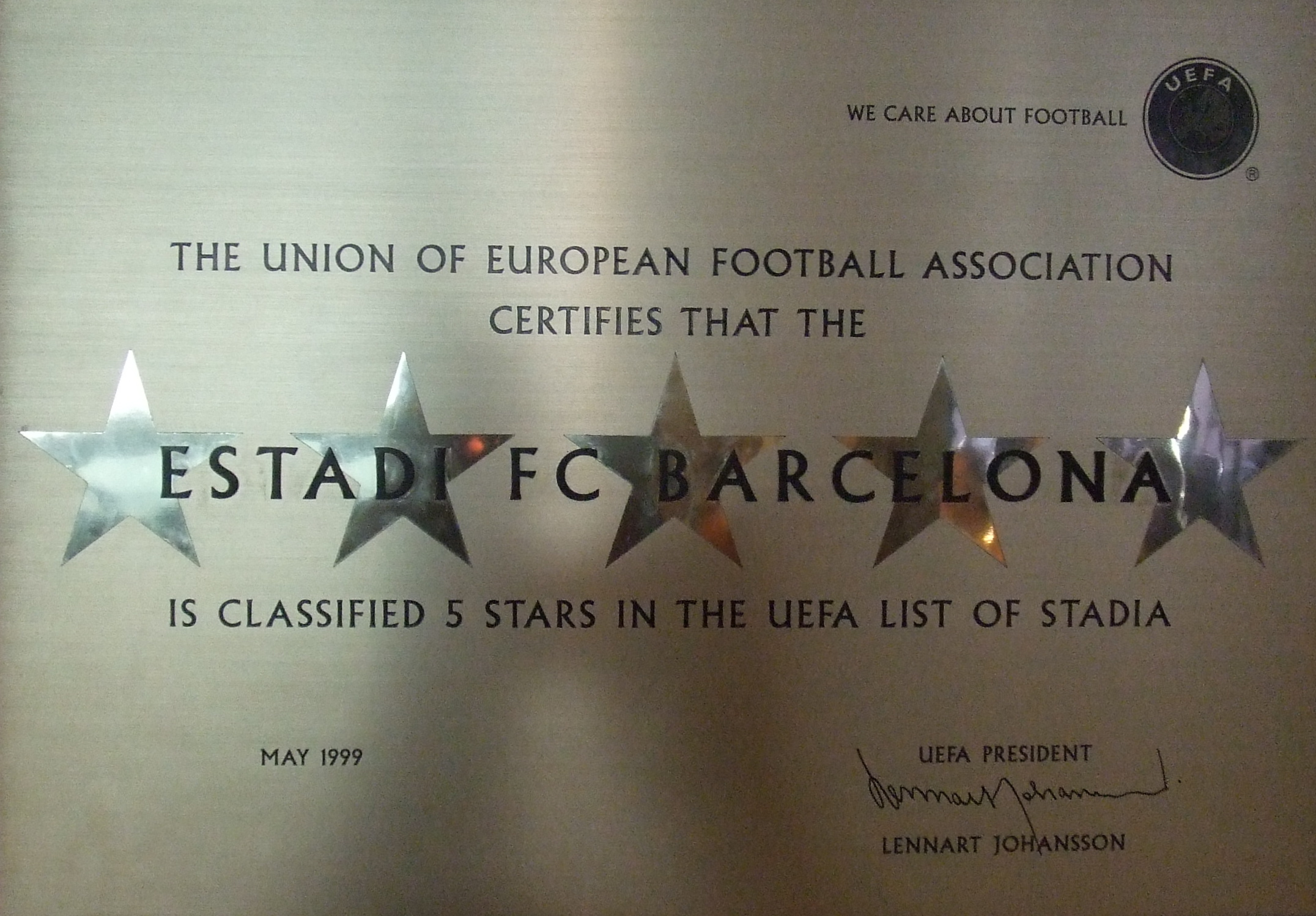
Placa que distingeix els estadis 5 estrelles

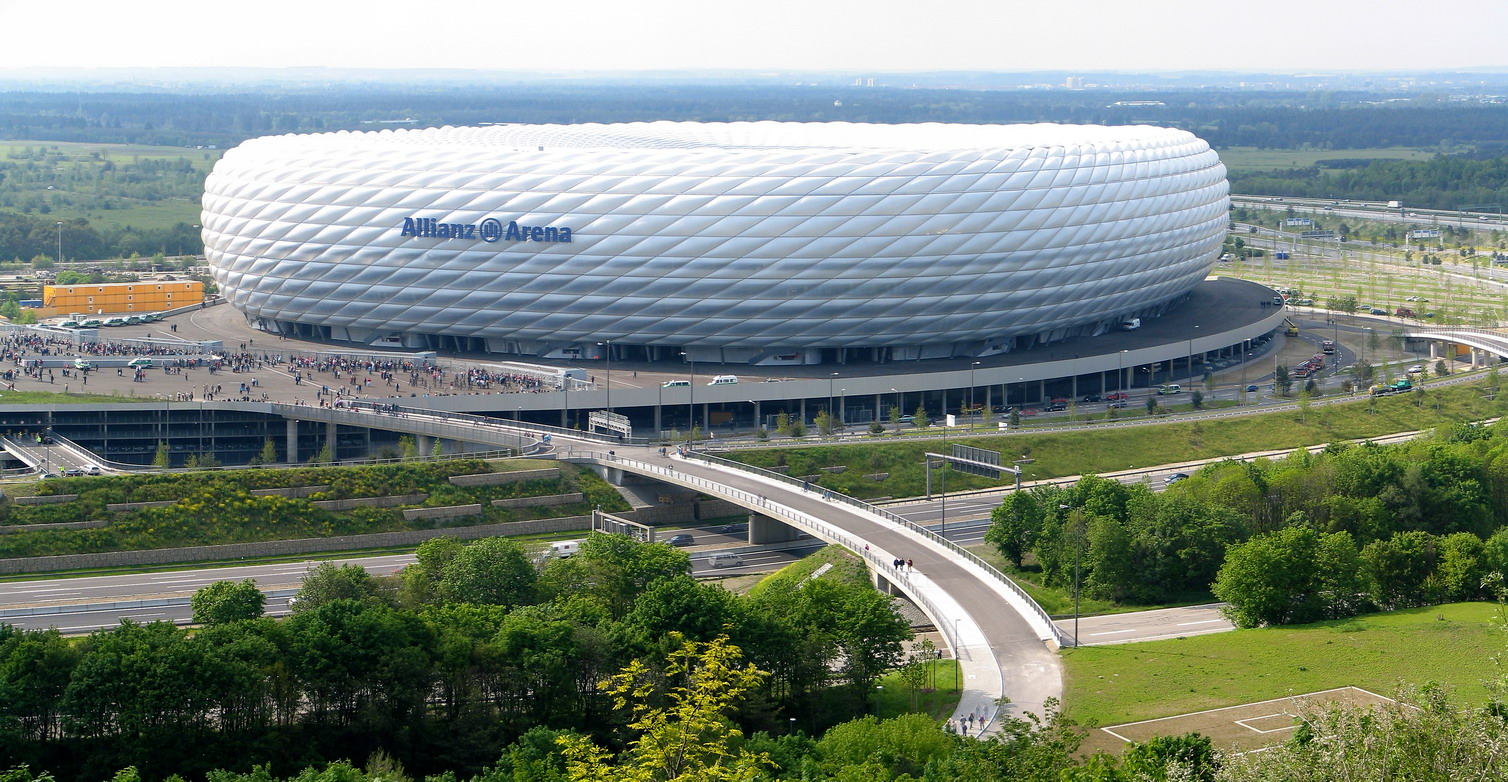
Allianz Arena

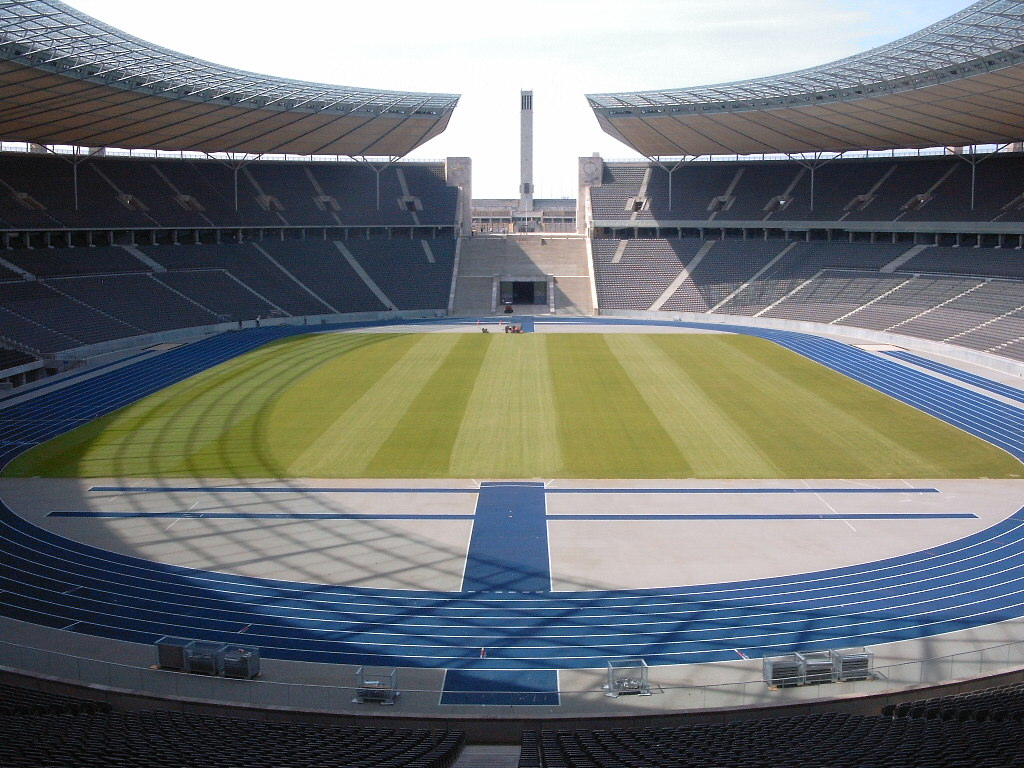
Berliner Olympiastadion

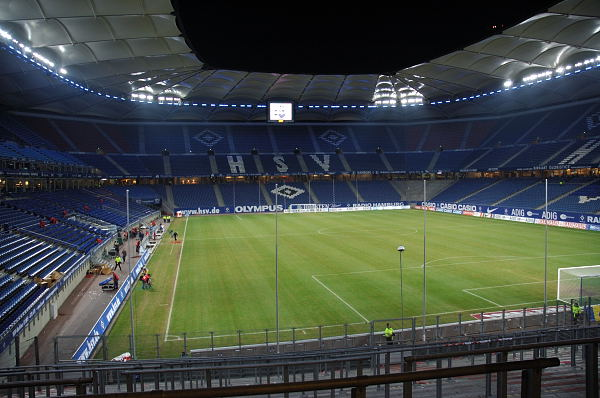
AOL Arena

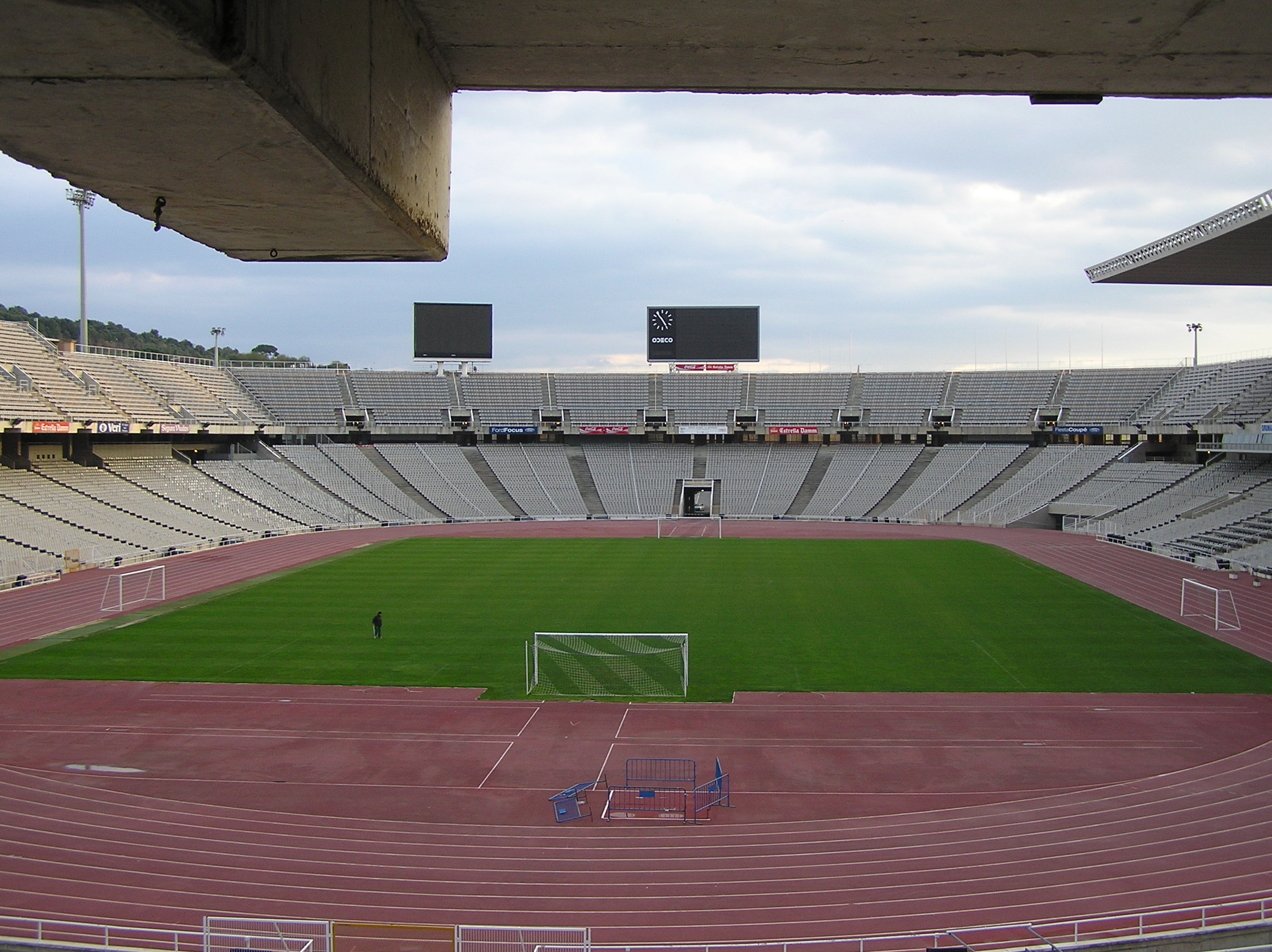
Olímpic Lluís Companys

Les 5 estrelles de la UEFA és una categoria que atorga la UEFA als millors estadis de futbol, seguint uns determinats criteris. També existeix la categoria de 4 estrelles per a estadis de menor capacitat que compleixen la resta de requisits.
Les finals de l'Eurocopa de futbol i de la Lliga de Campions de la UEFA sols es poden disputar als estadis 5 estrelles, mentre que per a poder acollir finals de la Copa de la UEFA, almenys han de ser estadis 4 estrelles.

## Criteris d'avaluació per a l'obtenció de la categoria d'Estadi 5 estrelles segons la UEFA
1. Capacitat mínima de 50.000 espectadors asseguts (5 estrelles) o 30.000 (4 estrelles).
2. Tots els seients han de ser individuals i amb respatller.
3. No es permet l'existència d'un fossar al voltant del terreny de joc.
4. Les dimensions del terreny de joc han de ser de 105 metres de llarg i 68 metres d'ample. La superfície de la gespa ha d'estar en òptimes condicions i preparat conforme ho exigeix una final (qualitat de gespa, irrigació, humitat de la superfície, etcètera).
5. Un accés directe, privat i protegit per als dos equips del vestidor al terreny de joc, així com per a l'arribada i la sortida de l'estadi.
6. Vestidors de primer ordre per a ambdós equips i per al cos arbitral (moblats, espaiosos i nets).
7. La distància mínima entre el terreny de joc i la primera fila de seients ha de ser de 6 metres (espai suficient al voltant del camp del joc per a cartells publicitaris i per a un mínim de 18 càmeres de TV), i darrere de les porteries de 7,5 metres (hi ha d'haver suficient lloc darrere d'ambdues porteries per a un màxim total de 150 fotògrafs). No s'accepten reixes olímpiques o similars al voltant de la pista. Els llocs que tinguin aquestes instal·lacions no obtindran aquesta qualificació.
8. Il·luminació amb focus d'una intensitat mínima de 1.400 lux (eV) en la direcció de la càmera principal, i de 1.000 lux (eV) cap a les altres àrees de l'estadi, més un sistema electrogen d'emergència eficient capaç de proporcionar, sense interrupcions, la mateixa intensitat del lluminositat que la il·luminació principal.
9. Una sala de control ben equipada per als observadors de la UEFA.
10. Una sala de control antidopatge convenient i apropiadament equipada.
11. Un sistema de megafonia eficaç amb la finalitat de mantenir comunicació amb el públic, dintre i fora de l'estadi, que no sofreixi d'interferències i no sigui disminuït pel soroll dels espectadors, i protegit dels talls d'energia elèctrica.
12. Un sistema permanent de vigilància amb càmeres de TV a color que cobreixi totes les superfícies públiques dintre i fora de l'estadi per a poder supervisar el moviment d'espectadors, així com el seu comportament. Aquest sistema ha de també ser capaç de poder prendre fotografies a qualsevol individu que alteri l'ordre, perquè es puguin llavors distribuir immediatament als oficials de seguretat, als administradors del recinte i a la policia.
13. Senyalització clara i comprensible (amb indicacions recognoscibles per símbols) tant en l'interior com l'exterior de l'estadi, així com a la rodalia.
14. Instal·lacions sanitàries acceptables per a espectadors d'ambdós sexes quant a la seva quantitat, neteja i higiene. No es permeten sanitaris sense cadira.
15. Un mínim de 2 sectors, amb almenys 50 seients coberts i confortables per a espectadors discapacitats i els seus acompanyants. Aquestes àrees han d'estar adequadament equipades amb serveis higènics especials i una barra de refrescos.
16. Infraestructura audiovisual de primer nivell amb llocs per a càmeres, estudis de TV, així com llocs de treball per a la premsa i altres mitjans de comunicació. El nombre depèn del partit.
17. Instal·lacions adequades de primera classe per a VIPs, amb un mínim de 150 places en la llotja VIP de la Tribuna d'Honor.
18. Aeroport internacional capaç de plantar cara a l'enorme demanda addicional d'una final de la UEFA (capacitat de fins a 60 vols "charter" al dia, a més dels vols regulars normals).
19. Capacitat hotelera adequada. Per a la UEFA i els seus patrocinadors, calen almenys 1.000 habitacions de cinc estrelles (per a la Lliga de Campions) o 500 (per a la Copa de la UEFA). A més d'allotjament suficients de diferents categories.